# Golubitskaya
Golubitskaya (del ruso: Голубицкая) es una stanitsa del raión de Temriuk del krai de Krasnodar del sur de Rusia. Está situada sobre el istmo que separa el limán Ajtanízovski y la bahía de Temriuk del mar de Azov, 8 km al oeste de Temriuk y 137 km al oeste de Krasnodar, la capital del krai.  Tenía 5 083 habitantes en 2010
Es cabeza del municipio Golubitskoye.

## Historia

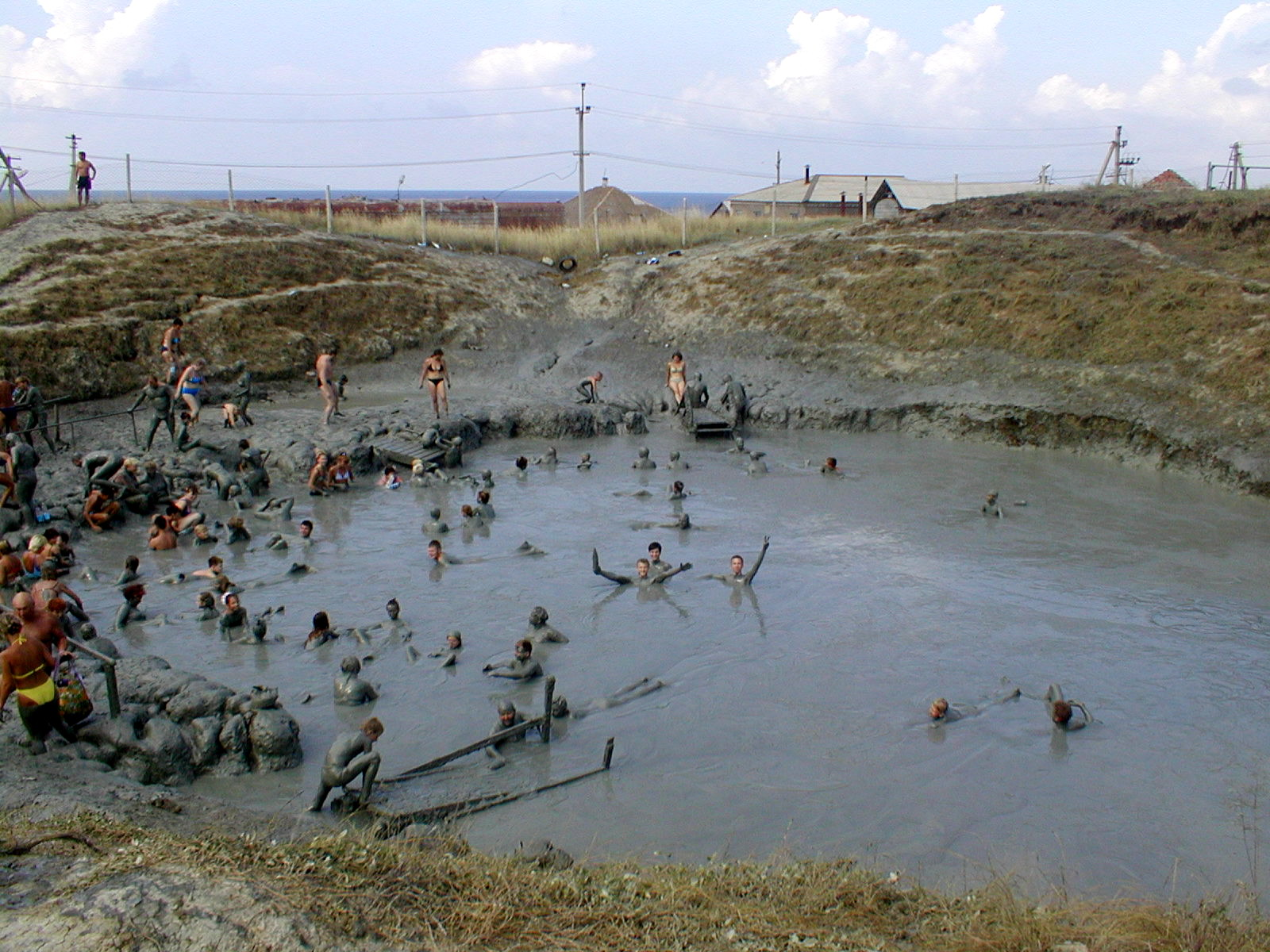
Volcán de lodo cerca de Golubitskaya.

El asentamiento Golubitski fue fundado en 1879, siendo bautizado en homenaje al sótnik cosaco -comandante de una sotnia- apellidado así. Fue transformada en stanitsa, con el nombre actual, antes de 1917. En septiembre de 1943, durante la Gran Guerra Patria se produjo el desembarco de Temriuk en la costa cercana a la localidad.

## Economía y transporte
Golubitskaya es uno de los centros turísticos de mayor importancia de la península de Tamán. Muchos de sus habitantes disponen de alojamiento para los turistas que vienen a visitar sus playas y los volcanes de lodo de los alrededores.
Otro de las actividades económicas a destacar son los cultivos de viñedos. El productor básico de uva es OAO APF Golubitskaya. Es de destacar la bodega Villa Románov que posee unas 1 600 hectáreas de viñedos cerca de la stanitsa, en las que cultiva uva pinot blanc, pinot noir, aligoté, riesling, silvaner y chardonnay, de cuya cosecha se elabora el espumoso Románov.

## Galería

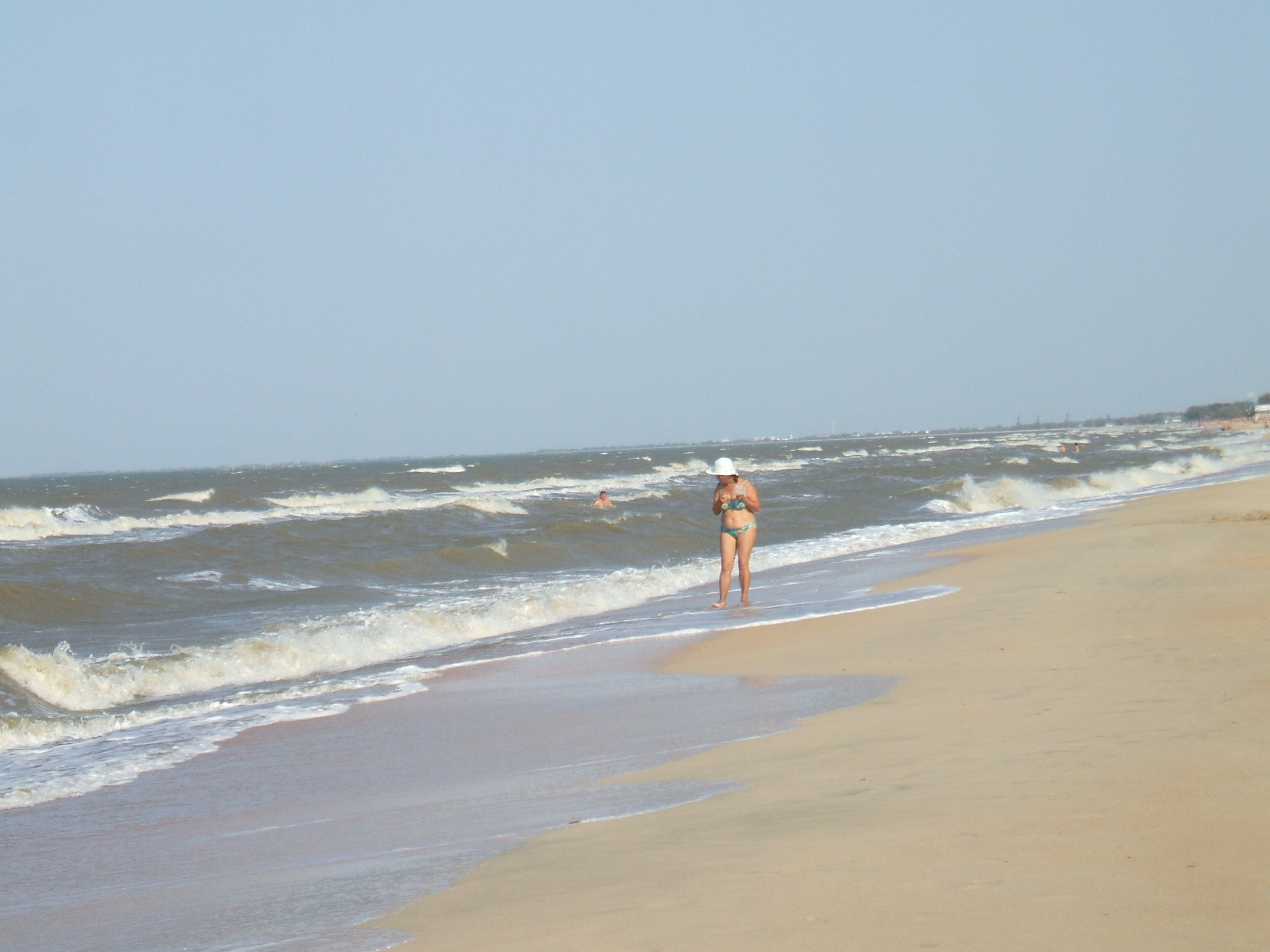
El mar de Azov en Golubitskaya.
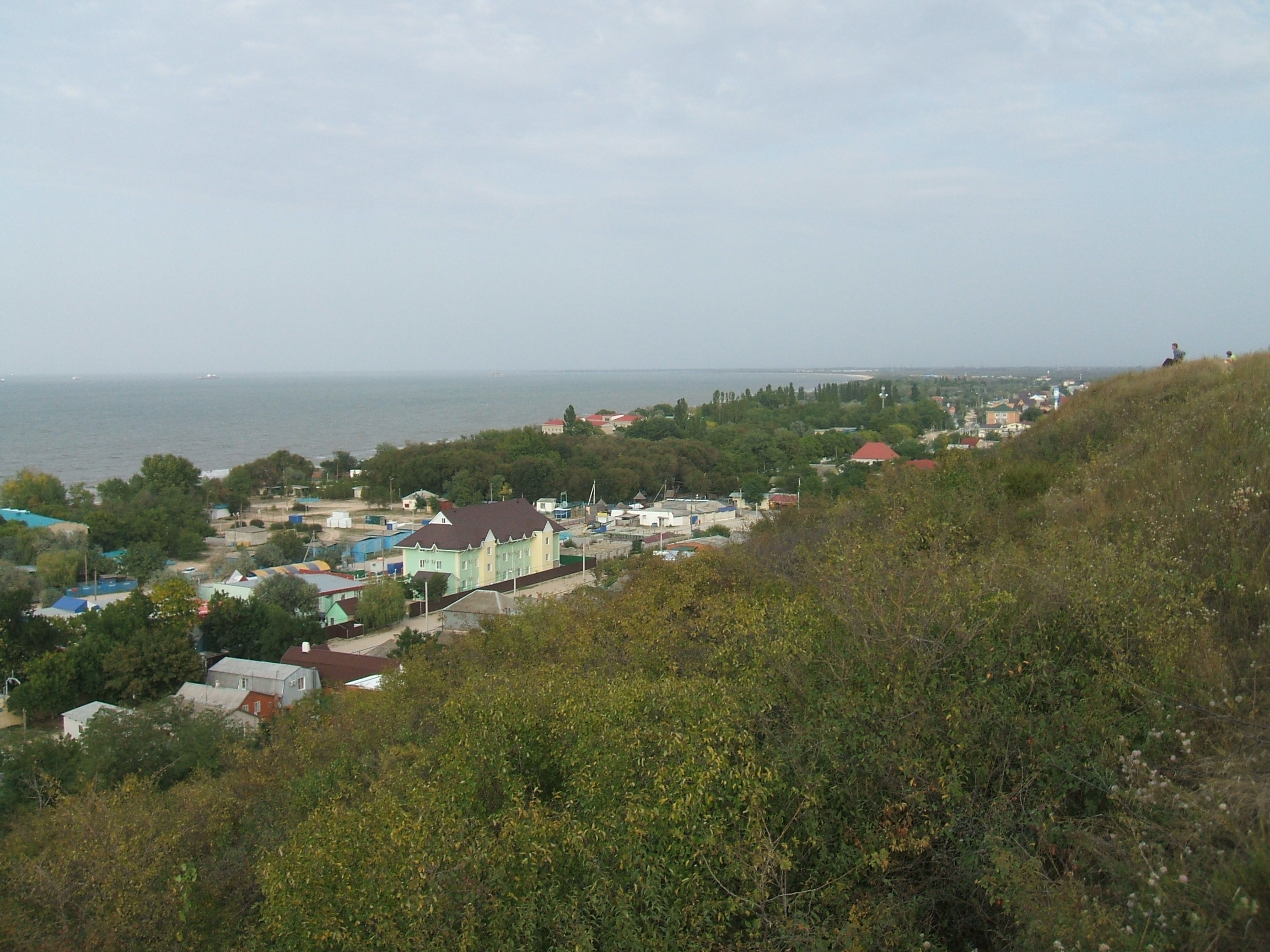
Vista de la localidad.
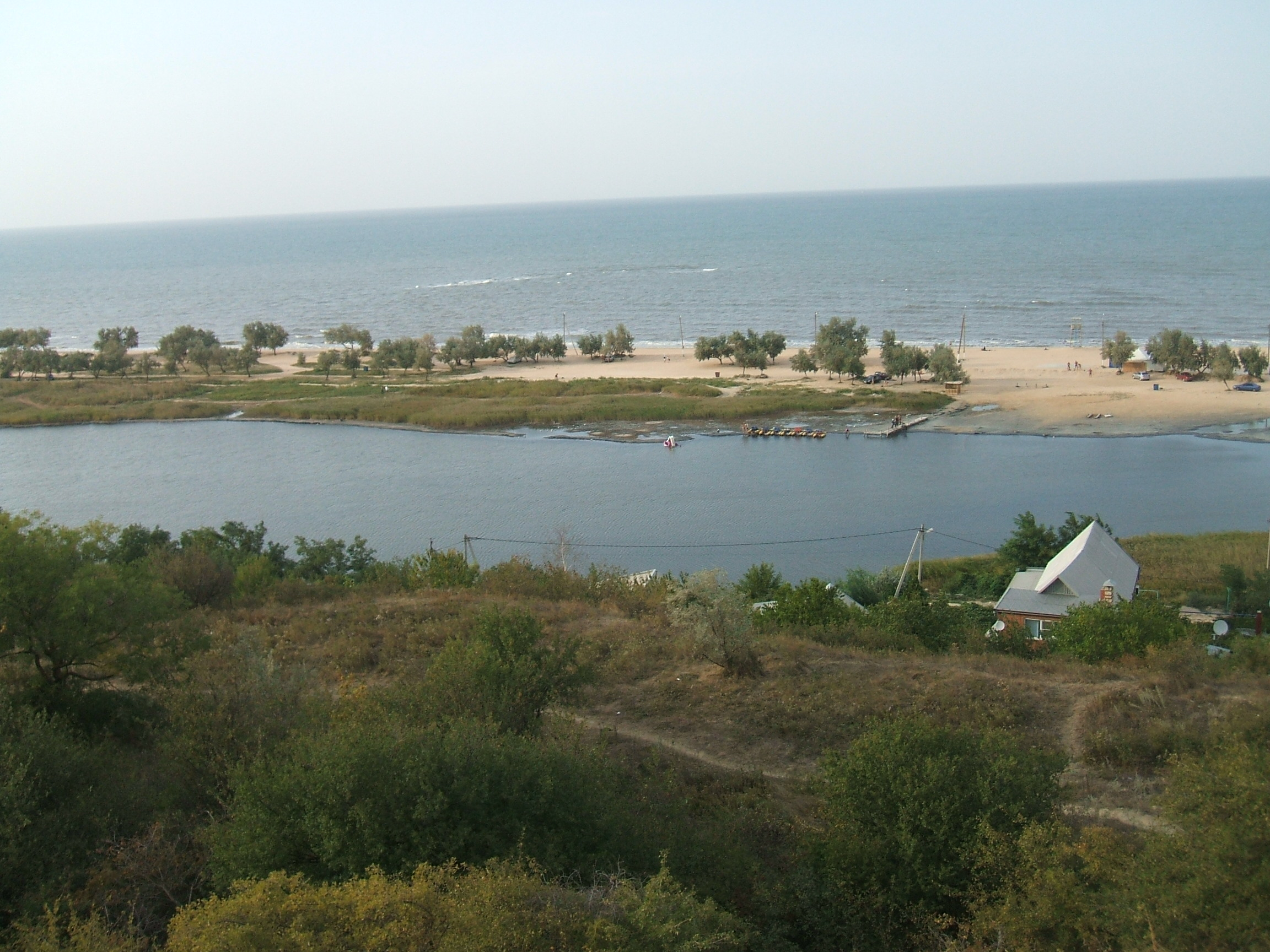
Lago Golubitskoye, pequeño lago arcilloso en el noroeste de la stanitsa.
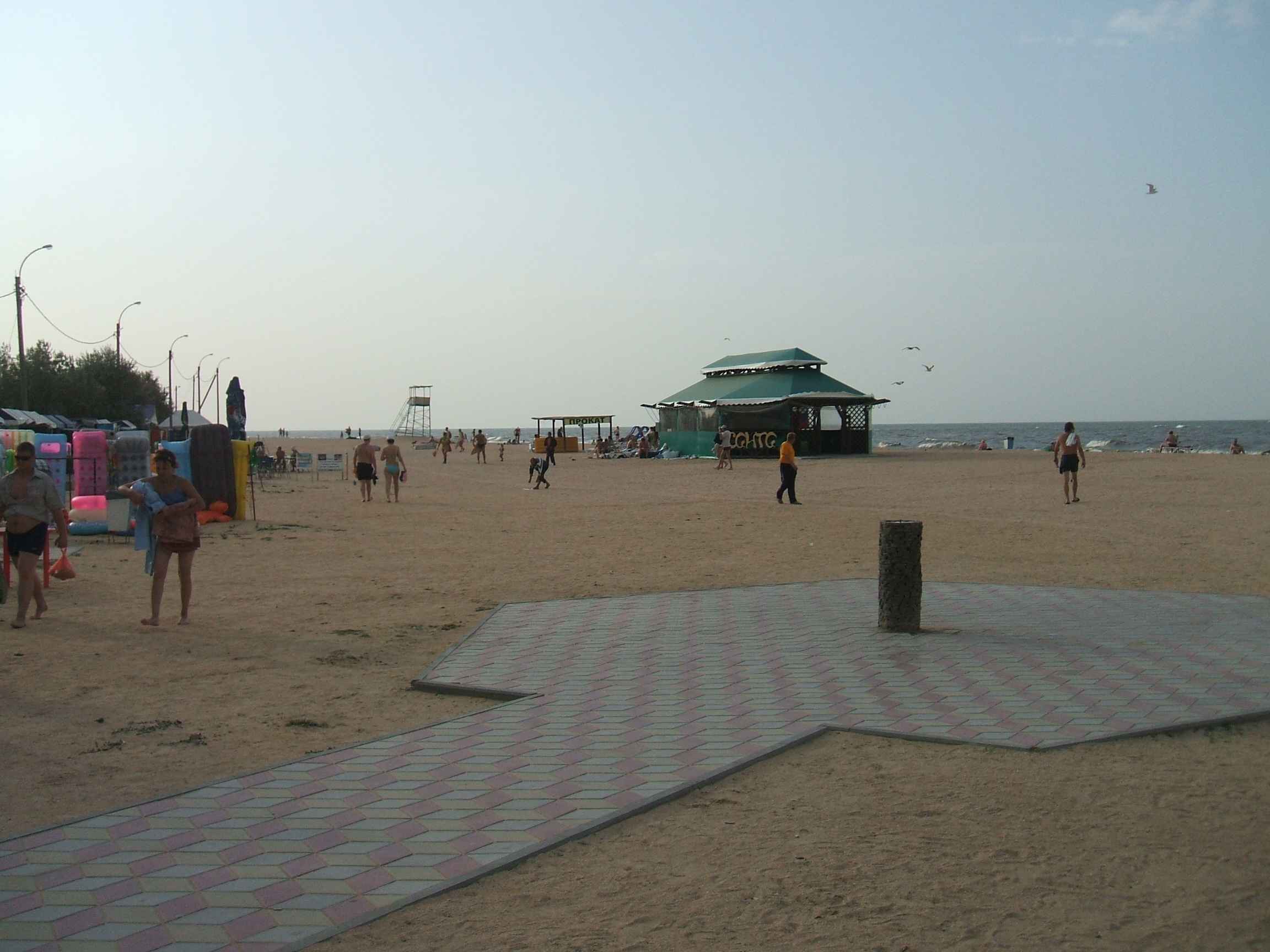
Playa central.
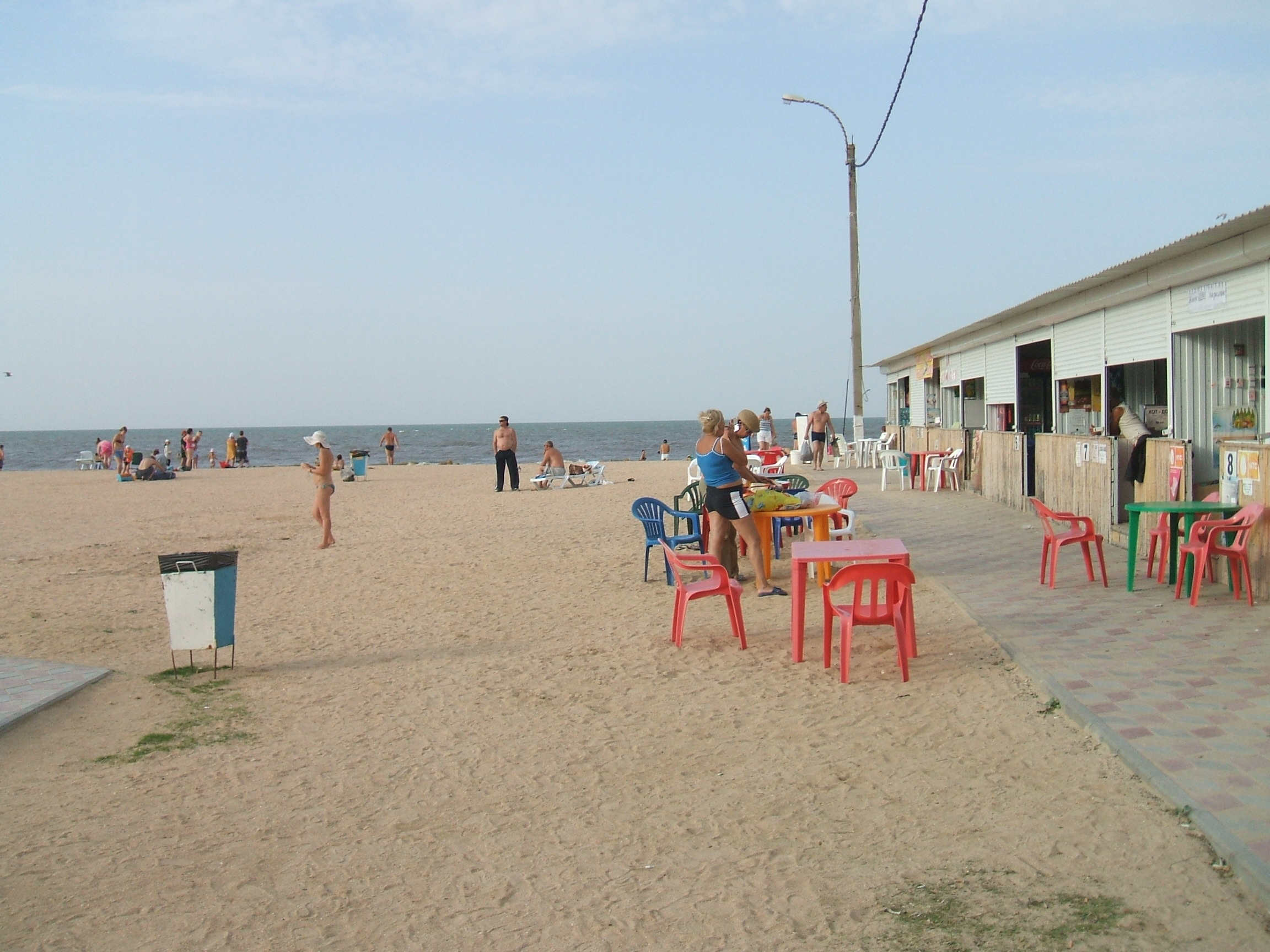
Otra imagen de la playa.
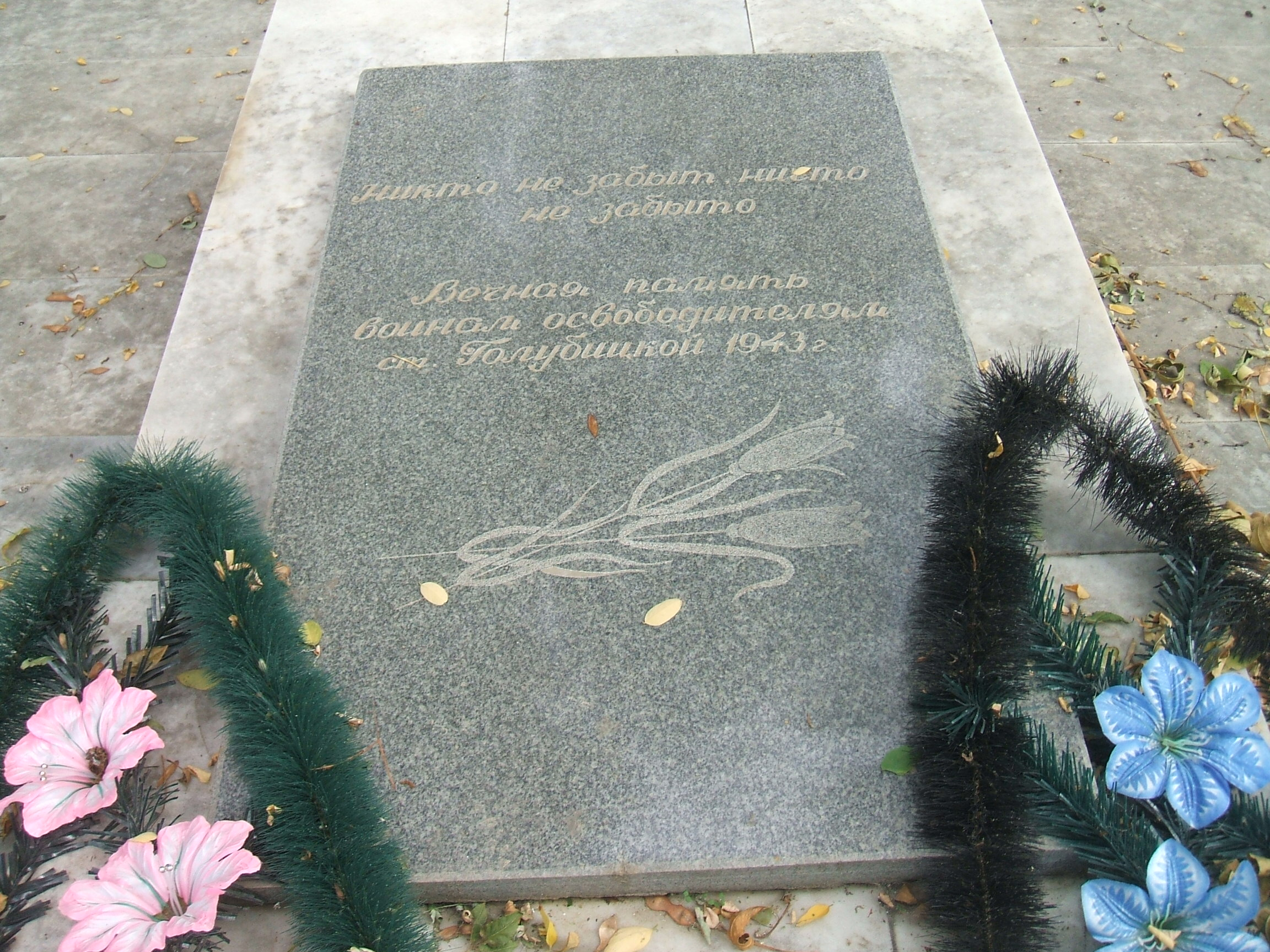
Detalle del monumento.
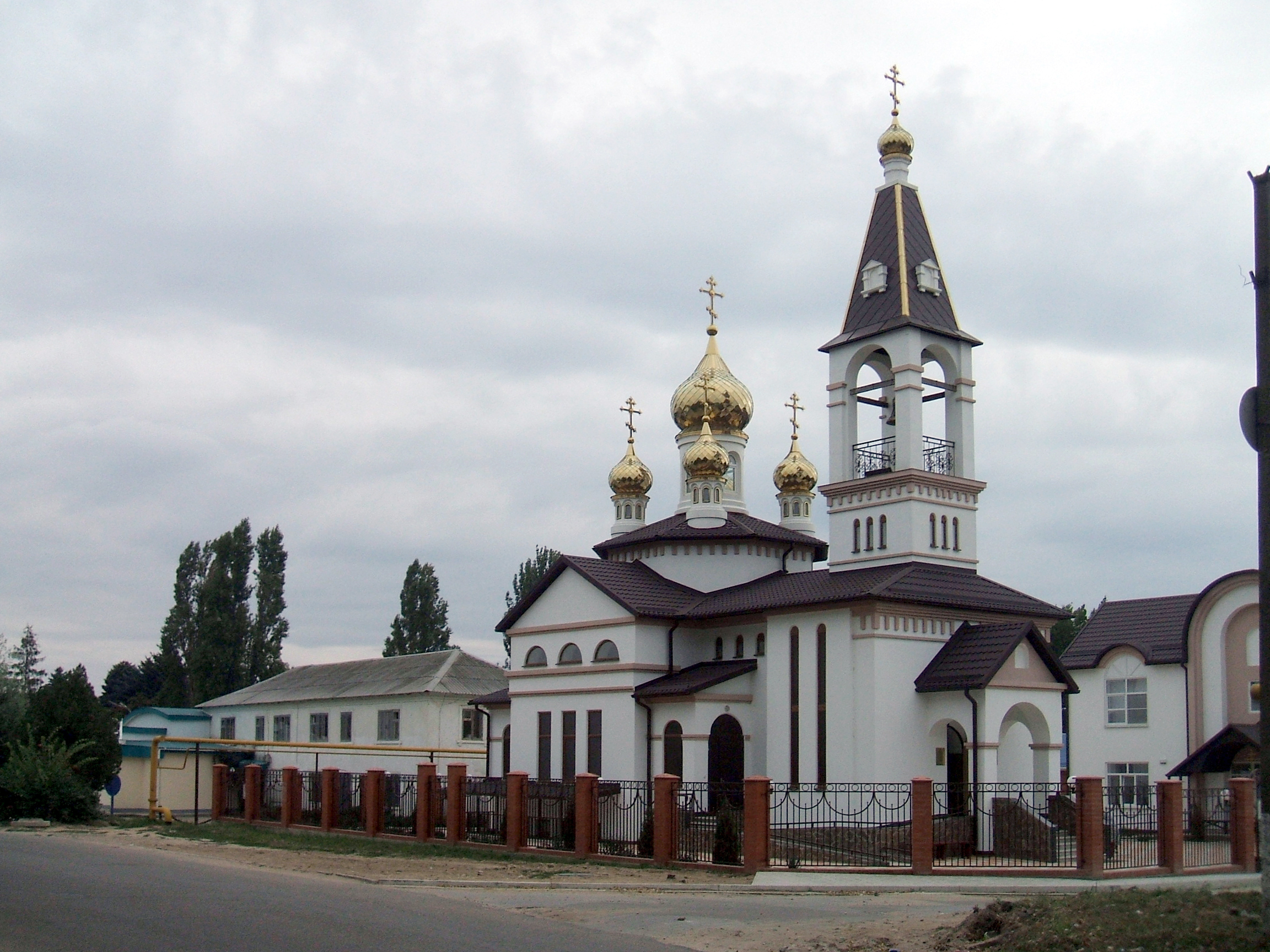
Iglesia de San Pantaleón.
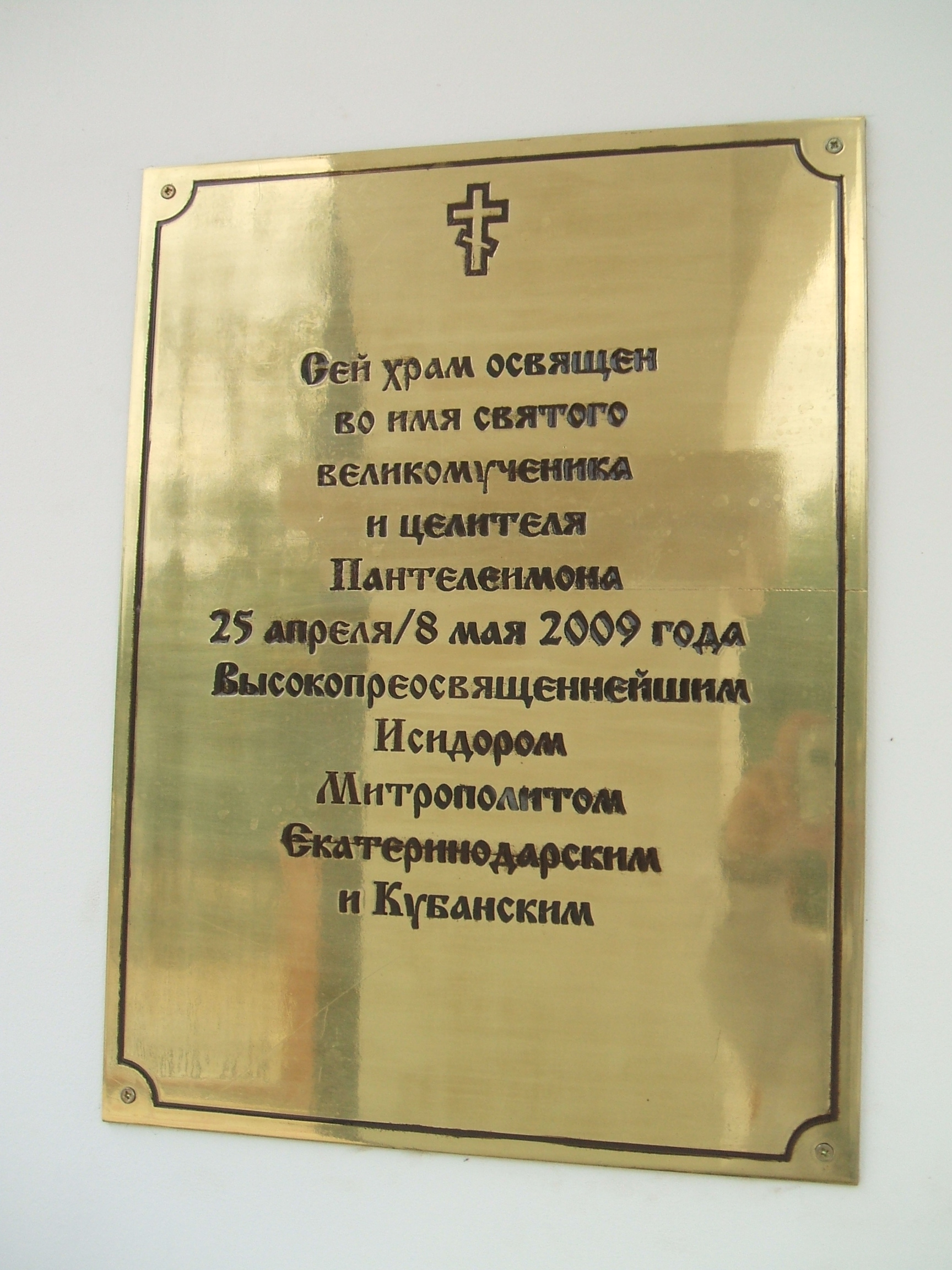
Placa conmemorativa en la iglesia.
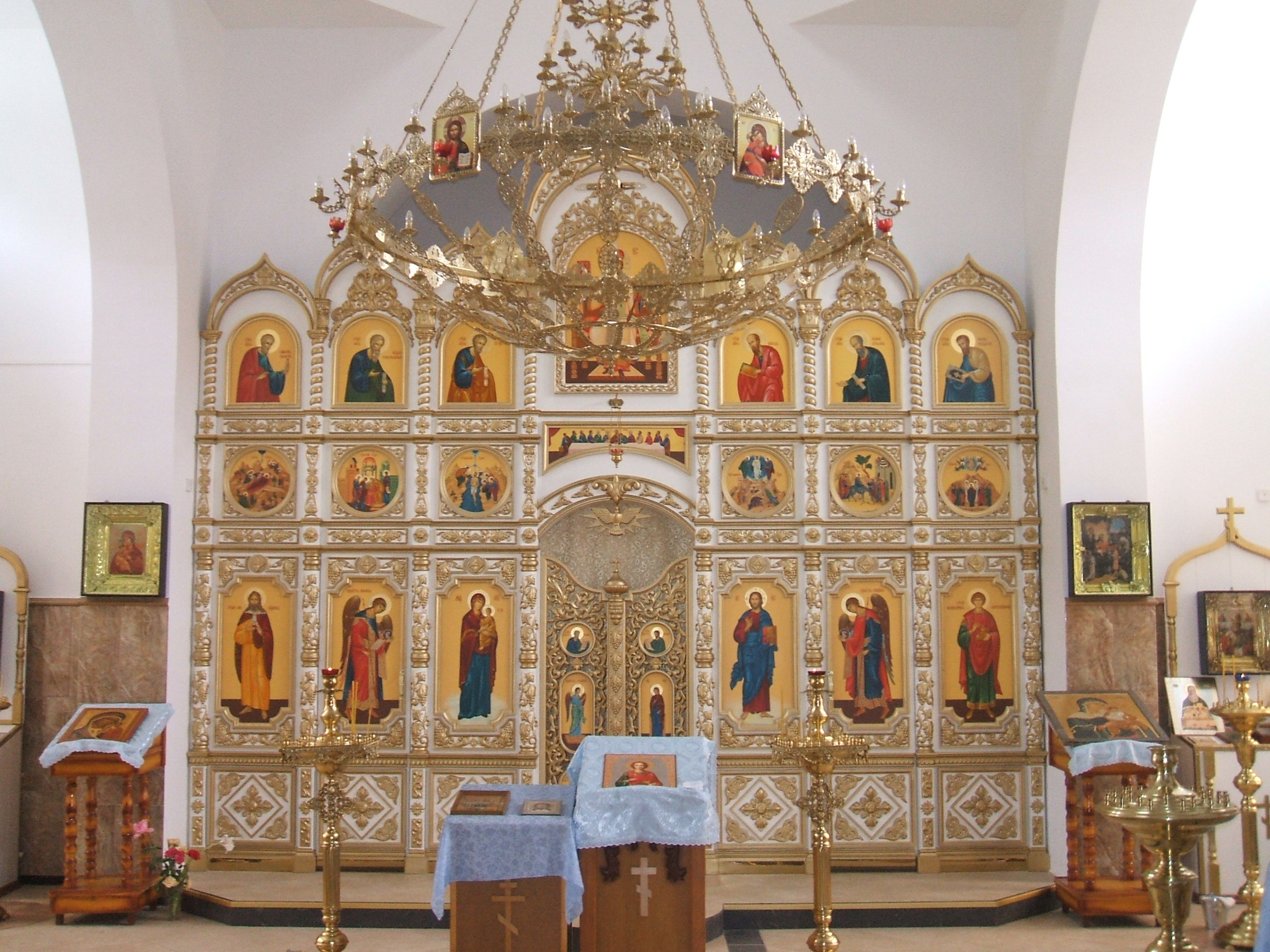
Iconostasio de la iglesia.